# CFR LDH 125
Az CFR LDH 125 sorozat Román Államvasutak (Căile Ferate Române, CFR) részére épített dízel-hidraulikus univerzális egyvezetőfülkés mozdony. Gyártója a hazai M43, M47 és Mk45 sorozatok gyártójaként ismert, bukaresti székhelyű Uzinele "23. August" (Augusztus 23. Művek), korábbi nevén Uzinele Malaxa, későbbi nevén FAUR SA cég. A járművet a különböző svájci, osztrák és német cégek bevált fődarabjainak és részegységeinek felhasználásával, később licencgyártásával hozták létre. A CFR részére összesen 632 db épült több, különböző változatban. A jelenlegi CFR-számozási rendben az alaptípus a 80, gőzkazán nélküli változat a 81, a széles nyomtávolságú változat a 84 és 88 sorozatjelet kapta. Több példányt korszerűsítettek villamos vonatfűtésű kivitelre (82, 83, 84II, 89 sorozat) valamint Caterpillar (82 sorozat), illetve MTU (83 sorozat) motorral remotorizálva.

## Felépítése

### A dízelmotor és az erőátvitel
A mozdony erőforrása a svájci Sulzer cég 6 LDA 28 típusú, hathengeres álló hengerelrendezésű, 280 mm furatú, 360 mm löketű, 133 liter lökettérfogatú négyütemű dízelmotorja. A motor tömege 11 000 kg, névleges fordulatszáma 750, az üresjárati 330, a maximális fordulatszáma 825 fordulat percenként. A motor egy két, egymástól mechanikus elhangolt nyomatékmódosítóból álló, a st. pölteni Voith cég L 28/III4-1,45/ST típusú hidrodinamikus hajtóművét, illetve annak licencváltozatát, a brassói Hidromecanica cég TH2 típusú hajtóművét hajtja, melyhez közvetlenül csatlakozik az NG 1200/2 típusú mechanikus irány- és fokozatváltó. Ez kardántengelyekkel hajtja a belső kerékpárok A 35 SK típusú kétlépcsős tengelyhajtóműveit, melyekből kardántengelyekkel hajtják a külső kerékpárok egylépcsős, A 35 K tengelyhajtóműveit. A kardántengelyek Gelenkwellenbau (GWB) gyártásúak.

### Segédüzemek
A hűtőventilátort és a 2 A 320 típusú légsűrítőt hidrosztatikusan hajtják meg. Az áramellátást egy indítómotorként is funkcionáló, 32 kW teljesítményű, 110 V-os BBC- (illetve licenc-) gyártású GAL 114 típusú generátor (az ún. dynastarter) biztosítja, mely a hidrodinamikus hajtómű bemenő tengelyéről kapja a meghajtást. Az akkumulátor 48 cellás ólomakkumulátor, 96 V feszültséggel, 320 Ah kapacitással. Az indirekt fékezőszelep Knorr D2, a kiegészítő fékezőszelep Oerlikon FD1 (illetve ezek licencei), a kormányszelep Knorr KE típusú. A vonatok fűtéséhez szükséges gőzt egy Vapor-Hagenuk gyártmányú OK 4616 típusú, a rövidebb géptérben elhelyezett önműködő gőzfejlesztő szolgáltatja, teljesítménye: 840 kg/h.
A segédüzemi berendezések számos eleme azonos az LDE 060-DA) típussal.

## Üzemeltetők Európában
- Románia
  - Societatea Națională Căile Ferate Române (CFR)
- Bulgária
  - Български държавни железници (БДЖ)
55 001–160
- Görögország
  - Οργανισμός Σιδηροδρόμων Ελλάδος (ΟΣΕ)
A 171–177

## Üzemeltetők Magyarországon
A magyar Floyd ZRt. a szlovákiai Keramost cég 748 531 pályaszámú mozdonyát vásárolta meg és 1250 031 pályaszámmal állította szolgálatba.